# EasyPay (сервис)
EasyPay (ИзиПей) — крупнейший небанковский оператор платежных сервисов Украины, которому принадлежит интегрированная платежная сеть, позволяющая осуществлять платежи offline и online и через мобильные приложения. Сеть EasyPay насчитывает 15500 платежных терминалов по всей Украине.

## История
Компания начала работу в 2007 году. Основатель и СЕО — Алексей Авраменко, первый инвестор — Владимир Авраменко, владелец корпорации АВК.
В 2009 году владельцами компании было создана и зарегистрирована первая на Украине небанковская платежная система «Финансовый Свит».
Ежегодно компания тратит примерно $1 млн на R&D.
2020 год
По состоянию на 2020 год работу EasyPay обеспечивает группа компаний: ООО «Изи Софт», ООО ФК «Контрактовый дом» и ВПС «Финансовый Свит».
EasyPay стал партнёром Huawei по запуску NFC-платежей на смартфонах на Украине.
Сервис запустил виртуальную карту совместно с национальной платежной системой Украины «Простир».
Разработали и запустили приложение Scan&Go (Скануй Купуй) для self service оплаты покупок в магазинах. Покупателю достаточно просканировать штрих-код товара и оплатить выбранный товар картой в приложении.
Также в 2020 году финтех-компания Moneyveo запустила кредитование через терминалы EasyPay.

## Услуги
При помощи EasyPay можно оплатить коммунальные услуги, пополнить счет.
EasyPay развивает направление proximity-marketing в Украине. Так, компания запустила приложение EasyWallet, в котором с помощью push-платежей (быстрой оплаты через push-сообщение на экране смартфона) можно оплатить любую услугу или товар, например, оплатить проезд в городском транспорте. Также, в приложении разработан сервис оплат услуг в Центрах предоставления административных услуг, региональных сервисов МВД и других сервисов.
EasyPay выступает платежным партнёром — оператор предоставляет услугу приема платежей на сайтах и в мобильных приложениях других компаний. EasyPay платежный партнер Vodafone, Raiffeisen Bank Aval, КиївГаз, KredoBank и многих других компаний.